# SG Lewis
Samuel George Lewis (nacido Reading, Berkshire, 9 de julio de 1994), más conocido por su nombre artístico SG Lewis, es un productor,  disc-jockey, multinstrumentista, cantante, compositor y músico británico. Es mayormente conocido por su canción «Warm», que figuró en la serie de HBO, Ballers.
Comenzó con su carrera musical en 2013, con una remezcla de la canción «Smoke and Mirrors» de PATRÌCE. En 2014 publicó sus primeros sencillos, como «Silence», que consiguió un notorio éxito en Reino Unido. Tras realizar otra remezcla para «You & I (Forever)» de Jessie Ware, firmó con el sello discográfico PMR, con quien lanzó su extended play debut, Shivers (2015). En este proyecto, destacó la canción «Warm», que obtuvo una importante popularidad en países anglosajones por aparecer en la serie de televisión Ballers. En 2016 lanzó Yours, extended play donde cambió su estilo musical y utilizar principalmente rhythm and blues. A finales de ese año, coescribió y coprodujo la canción «Hallucinate» para el álbum Future Nostalgia de Dua Lipa. Ya en 2020, fusionó su sonido anterior con la música funk y disco de los años setenta, y, con esta sonoridad, comenzó a lanzar sencillos que, más tarde, formaron parte de su álbum debut Times (2021).
Trabajó junto con varios artistas, tales como Chad Hugo, Howard Lawrence, AlunaGeorge, Kamille, Dua Lipa, entre otros. Además, en su repertorio es posible encontrar varias remezclas a canciones, tales como «Magnets» de Disclosure y Lorde, «New Rules» de Dua Lipa y «Breathin» de Ariana Grande, entre otras.

## Vida y carrera

### Niñez e inicios artísticos (1994-2012)
Samuel George Lewis nació en Reading, ubicada en el condado de Berkshire. Creció allí junto con sus hermanos Alexander y Joshua, su madre Sara y su padre Ian, quien era dueño de una imprenta y se encargaba económicamente de la familia. «Mi padre creció mucho con la idea de ir a trabajar, odiar su trabajo, ganar dinero y mantener una mentalidad familiar». Desde joven, Samuel deseaba estudiar ingeniería de sonido y así dedicarse a la música, por lo que quiso comenzar a tocar la flauta, pero tras una mala experiencia en un concierto escolar, decidió aprender a tocar la guitarra.  Creció viendo la cadena televisiva MTV, donde comenzó a escuchar la música del dúo de hip hop virginiano The Neptunes y, gracias a eso, comenzó a idolatrar al rapero Pharrell Williams. «Empecé a ver MTV en una era en la que The Neptunes era algo enorme. [...] Pharrell siempre fue mi héroe absoluto».
En su adolescencia, comenzó a tocar en algunas bandas formadas por sus amigos, aunque fue breve su paso, debido el desinterés de los integrantes para crear música. Más tarde, Lewis conoció algunos programas de producción musical y, con ellos, comenzó a hacer remezclas dubstep de canciones populares. Una de sus primeras remezclas fue para una canción de Calvin Harris. En 2012, tras terminar el colegio y gracias al apoyo monetario de sus padres, asistió a la carrera de ingeniería de sonido en el Liverpool Institute for Performing Arts (LIPA). Allí aprendió a mezclar. «No podía comprar una mezcladora porque eran realmente caras. Iba a Dawsons —una tienda de música minorista de instrumentos musicales y audio— y allí me enchufaba, instalaba los altavoces, conectaba todo y comenzaba a pinchar. El tipo se acercaba y decía: “¿vas a comprar esas cosas?”, mientras yo respondía “estoy pensando en eso”, pero después de una semana de entrar y estar en los aparatos durante dos horas seguidas, me dijeron que no podía volver».

### Primeros lanzamientos y «Warm» (2013-2015)

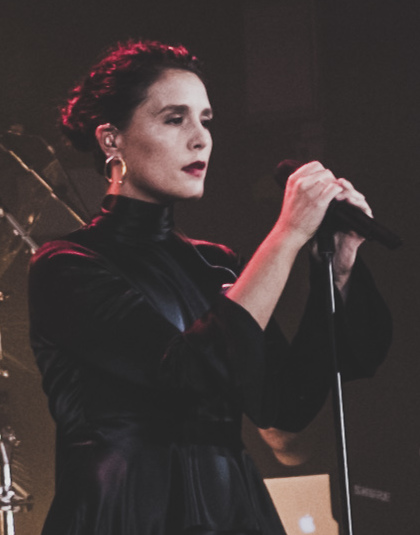
SG Lewis realizó una remezcla a «You & I (Forever)» de Jessie Ware (fotografía).

Lewis efectuó su primer lanzamiento el 13 de octubre de 2013, cuando publicó su remezcla para la canción «Smoke and Mirrors» del músico inglés PATRÌCE —actualmente conocido como Pat McManus—. A la par de esto, comenzó a realizar presentaciones como disc-jockey en un club nocturno de la ciudad de Liverpool llamado Chibuku. Allí consiguió cierto reconocimiento por parte del público debido a ser uno de los pocos artistas locales que allí tocaban, además de presentarse de forma bastante recurrente. En abril de 2014, Lewis publicó su canción «Silence», que contó con las vocales del británico Josh Barry. La canción se volvió bastante popular en Reino Unido, por lo que consiguió superar el millón de visitas en poco menos de seis meses. En una entrevista realizada el 17 de septiembre para Skiddle, Lewis comentó sobre el proceso creativo de la misma: «Josh y yo conectamos después de enviar algunas cosas en línea. Entramos en una sesión y escribimos la melodía juntos durante dos días, ¡e hicimos las voces en una computadora portátil! [...] Ha sido una locura ver la reacción [del público], ya que es la primera canción original que publiqué. Superó un millón de visitas en Youtube la otra semana, lo cual fue una sensación increíble». El éxito de este sencillo llevó a que el sello discográfico británico PMR se pusiera en contacto con Samuel, con el fin de que realizase una remezcla para la canción «You & I (Forever)» de la cantante Jessie Ware. La emoción que esto le produjo, llevó a que el artista aceptase la oferta y entregase el resultado final en unas cuantas horas. «Estaba tan emocionado que lo hice en una mañana y lo envié de regreso esa misma tarde, y les encantó. Esa remezcla es un buen ejemplo de la mezcolanza en mi música». Fue publicada el 21 de noviembre de ese año, sin embargo hizo aparición en el álbum de remezclas de la canción, lanzado el 11 de enero del siguiente año. El trabajo realizado por Samuel satisfizo las exigencias de PMR, por lo que decidieron ofrecerle un contrato de publicación. Tras esto, pasó a ser compañero de sello del grupo Disclosure y la propia Jessie Ware.

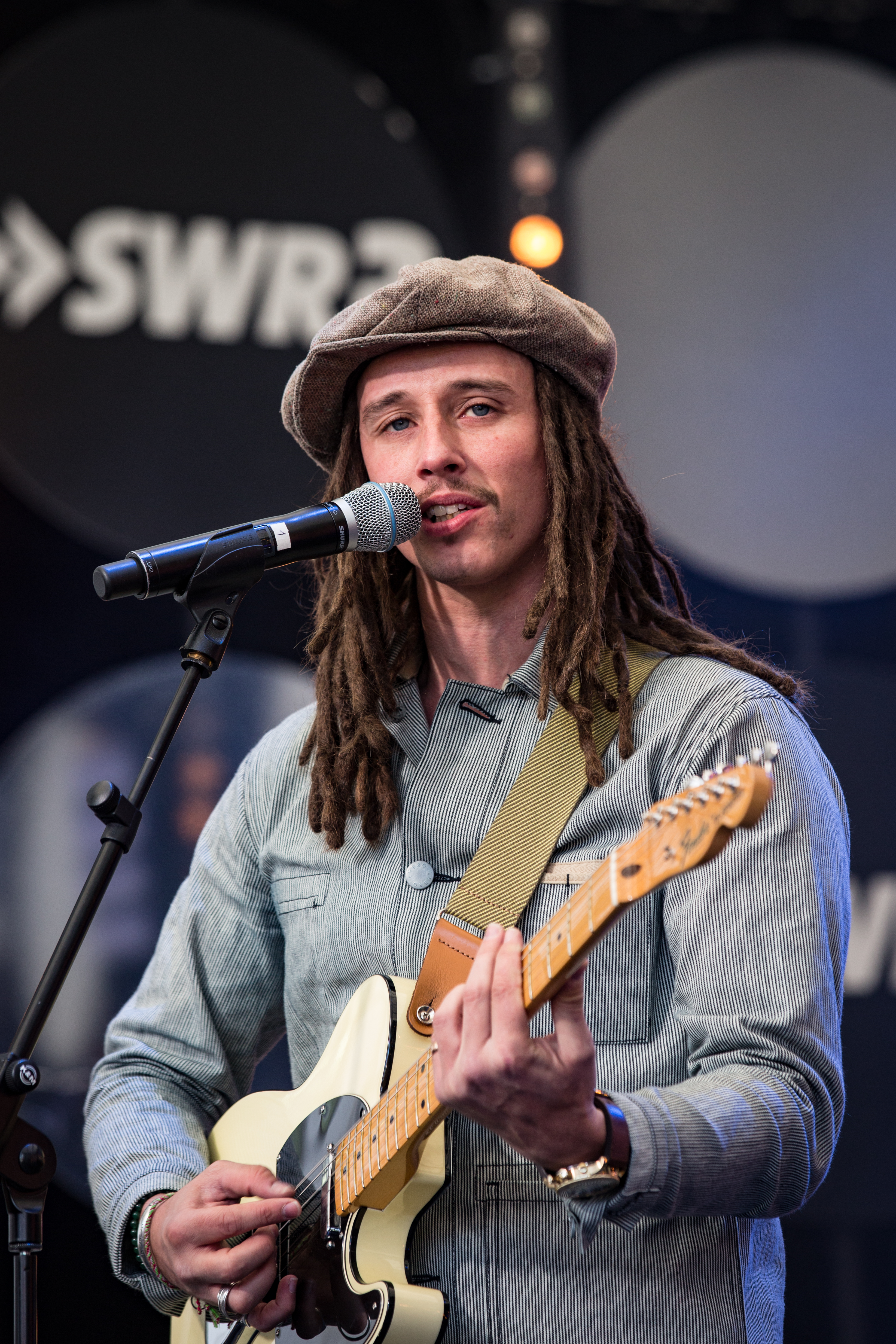
JP Cooper (fotografía) fue vocalista en la canción «Shivers».

Su primer lanzamiento con el sello PMR fue «Warm», publicada el 22 de febrero de 2015. En países anglosajones, la canción gozó de una gran popularidad debido a que hizo aparición en el final del séptimo capítulo de la primera temporada de Ballers, una serie exclusiva de HBO. Su aparición generó un gran impacto en los espectadores del programa quienes, a través de la aplicación de identificación musical Shazam, decidieron buscarla y reproducirla, lo que llevó a que lograse superar las 300 mil escuchas en poco menos de seis meses. El éxito de la canción se vio reflejado en las listas semanales de música, ya que consiguió un 39.º lugar la lista Hot Dance/Electronic Songs de Billboard y la 3.° colocación en la lista Viral Chart de Spotify. El éxito de la canción llevó a que Fly Eye Records le ofreciese un contrato de distribución a Lewis, razón por la que Calvin Harris comenzó a asesorarlo. «Él es muy honesto. Le envié una pista una vez y él preguntó: “¿Quieres los buenos comentarios o los comentarios honestos?”». Unos meses más tarde, fue invitado a tocar por el grupo Disclosure en un show dado Dalt Vila, Ibiza. Allí compartió escenario con el dúo irlandés BICEP y el disc-jockey australiano Flume. Poco tiempo más tarde, el 4 de septiembre, publicó su extended play debut, Shivers. Este contó con cuatro canciones —aunque hay una segunda versión que incluye una quinta canción llamada «Lighter»— y con las colaboraciones de JP Cooper y de Louis Mattrs. Este consiguió tener un buen paso por las listas musicales, ya que consiguió un 9.° lugar en la lista estadounidense Dance/Electronic Albums, propiedad de Billboard. Con el fin de seguir promocionando el proyecto, Lewis encargó una remezcla al productor australiano Isaac Tichauer para la canción «Shivers», en colaboración con JP Cooper. Tras Shivers, realizó una remezcla para la canción «Magnets» del dúo Disclosure en colaboración con la cantante neozelandesa Lorde. Esta fue publicada en el extended play de remezclas de la canción —publicado el 15 de noviembre—, en el cual también hicieron aparición los artistas A-Trak, Loco Dice, Tiga, Jon Hopkins y Disclosure, quienes remezclaron su propia canción. SG Lewis comenzó a ser reconocido por los medios y por la crítica, lo que llevó a que hiciera apirición en la lista Brand New de MTV a finales de noviembre. «Me siento muy honrado de haber sido elegido para esta pequeña lista. MTV fue enormemente influyente en la formación de mis gustos musicales mientras crecía y ahora que mi música sea defendida por esta plataforma tan icónica es una locura para mí. La lista de artistas increíbles que se han presentado en años anteriores me hace muy emocionado de ser incluido».

### EtapaR&By publicación deYours(2016-2017)
| «A un tiro de piedra y a menudo pasado por alto por el metro más grande de Manchester, SG Lewis se cortó los dientes tocando música para una escena bulliciosa y ecléctica de Liverpool que se inclinaba hacia la música electrónica con un oído progresivo».—Nina Tabios de The Bay Bridged. |

En los primeros días de marzo de 2016, fue invitado a grabar un Live Lounge, una sesión en vivo hecha por la BBC en Londres. En dicha presentación, tocó dos canciones: su sencillo «All Night» junto con Dornik —lanzada por Lewis el 21 de enero— y una versión de la canción «Crazy» de Gnarls Barkley, junto a Raye. Un mes más tarde y debido al reconocimiento que consiguió, fue invitado a tocar en el primer día del festival de música Coachella. Tras enterarse, cedió una entrevista a KickKickSnare donde, además de platicar sobre su emoción por el evento, adelantó datos sobre su álbum debut —que más tarde pasó a convertirse en un tríptico formado por tres extended plays—: «Actualmente estoy trabajando en un álbum de debut y he terminado un montón de música para sacar mientras tanto, así que puedes esperar mucha música nueva». A finales del mes de mayo, publicó «Yours». Esta canción pop atmosférica fue el primer sencillo promocional de su extended play de mismo nombre. Una pocas semanas más tarde, publicó el segundo single promocional de Yours, «Holding Back» en colaboración con Gallant. Este hizo gala de un pequeño álbum de remezclas —lanzado el 29 de julio—, en el que hicieron aparición la banda londinense Icarus, el productor escocés MOTSA y del productor estadounidense Audion. A mediados de agosto publicó el extended play Yours. Este proyecto principalmente rhythm and blues contemporáneo mezclado con electro funk, contó con cuatro canciones —de las cuales dos fueron lanzadas como sencillos promocionales anteriormente— y con las colaboraciones de Gallant y Bishop Nehru. «Meant to Be», una de las canciones del proyecto, contó con la coproducción de Chad Hugo —antiguo miembro de The Neptunes y actual miembro del grupo N.E.R.D— y de Howard Lawrence —integrante del dúo británico Disclosure—. Por su lado, la canción «Meant To Be» recibió tres remezclas oficiales: la primera por parte del productor inglés Fono, la segunda de parte del productor austriaco Salute y la última por parte del productor australiano Ta-ku.

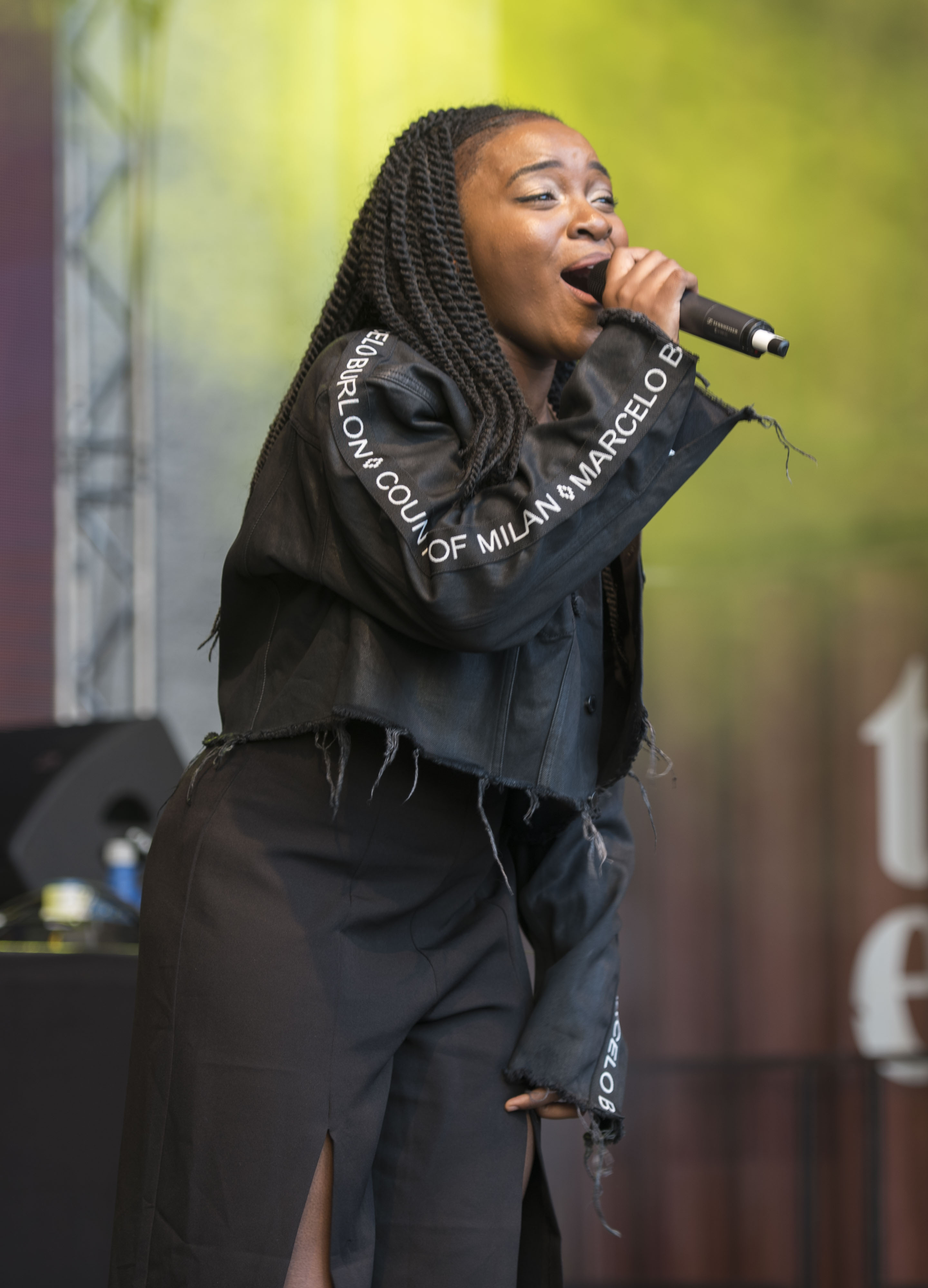
SG Lewis participó en la canción «Chill Out» de Ray BLK (fotografía).

Un mes más tarde del lanzamiento de Yours, colaboró en la canción «Chill Out» de Ray BLK, parte de su álbum Dust. Esta recibió un videoclip —publicado el 10 de noviembre y dirigido por Philippa Price— que habla de cuatro mujeres transgénero  —conocidas como Gully Queens— que son abiertamente parte de la comunidad LGBT+ en Jamaica, a pesar de la violencia y la discriminación que dicho colectivo sufre en el país. En una entrevista realizada en 2017 para la BBC, la cantante habló sobre la grabación del metraje: «Conocer a los Gully Queens fue una experiencia increíble. Puso mucho en perspectiva porque cada día de sus vidas es una lucha y una batalla para mantenerse con vida, sin embargo, estaban tan felices, tan llenos de vida. Me hizo sentir que necesitaba apreciar mucho más lo buena que es mi vida». En los primeros meses de 2017 no tuvo mucha actividad, ya que publicó únicamente una remezcla para «Big Picture» de London Grammar a finales de febrero, y coprodujo la canción «100M's» de Dave lanzada en mayo —realizó además un cameo en el videoclip de la misma—. Realizó su primer lanzamiento del año el 8 de junio: «Times We Had» junto con el músico nigeriano Toulouse. Esta canción funk-soul fue bien recibida por Rachel Steer de la revista EARMILK, quien alabó sus «sintetizadores brillantes», su «línea de bajo profunda» y sus «ritmos de batería contagiosos». Un mes y medio más tarde publicó «Smart Aleck Kill», una canción hip hop con influencias house hecha junto al cantante londinense Col3trane. La revista Clash Magazine destacó la «voz burlona de Col3trane» y celebró la diversidad de Lewis en su discografía: «El productor británico realmente está extendiendo sus alas». En septiembre, Lewis fue invitado a tocar en la séptima edición del festival de música brasileño Rock In Rio. Realizó su presentación el primer día del evento en el escenario Sunset, lugar donde también tocaron artistas como Fernanda Abreu, Focus Cia de Dança, Dream Team do Passinho, Salve O Samba!, Céu y Boogarins. Tras esto, la agencia de noticias EFE realizó una nota donde compartió lo siguiente: «La fiesta en la madrugada de este viernes fue abierta por el joven productor inglés SG Lewis, de 23 años, que animó a cientos de aficionados con una mezcla de funk, house, soul y rhythm and blues unidas por una constante batida electrónica». A principios de noviembre, efectuó el lanzamiento de una remezcla house a la canción «New Rules» de la cantante Dua Lipa. Esta hizo presencia en el extended play de remixes de la misma y recibió DJ support de parte de algunos disc-jockeys durante eventos, entre ellos Oliver Heldens, Danny Howard y Dennis Ruyer. Finalmente, a mediados de diciembre, su canción «No Less» recibió una versión por parte del rapero G-Eazy, quien decidió incluirla en su cuarto álbum de estudio The Beautiful & Damned.

### Dusk,DarkyDawn(2018-2019)
En entrevistas pasadas, Samuel había comentado que estaba trabajando en su álbum debut, sin embargo y tras firmar con los sellos discográficos Virgin EMI, Casablanca y Republic, decidió en su lugar realizar un tríptico conceptual. En dicho proyecto, se encuentran tres extended plays que representan las tres fases de una salida nocturna: Dusk, Dark y Dawn. El primero, Dusk, representa el ocaso y la preparación de una noche llena de fiesta y alcohol. El segundo, Dark, representa la noche, las bebidas y los clubes nocturnos. Finalmente, Dawn, representa el amanecer, el final de la fiesta y la resaca. Tras anunciar esto, comentó lo siguiente en una entrevista para Purple Sneakers: «La forma en que se lanzó en etapas, en primer lugar, surgió de querer separar el proyecto en tres partes diferentes para que la gente pudiera digerirlo, pero la otra razón fue que, cuando anuncié el proyecto, tenía una pista. Realmente me enseñó a comprometerme con decisiones creativas». Cada uno de estos tiene un videoclip para sí mismo, representado por una canción del extended play que lo contiene. Todos los vídeos fueron dirigidos por Harvey Pearson. Este último, durante una entrevista para Directors Notes, comentó que conoció a Samuel cuando unos amigos en común los invitaron a salir de fiesta: «A principios del año pasado, Sam vino a verme con el concepto del álbum que estaba creando: un álbum de tres partes, que sigue la trayectoria de una noche». También, en dicha entrevista, dijo que se enamoró de la idea cuando SG Lewis le mostró canciones del álbum: «El concepto de una trilogía como esta siempre me ha intrigado, ya que te permite contar una historia que no está limitada por el formato típico de un video musical». A comienzos de 2018, efectuó el lanzamiento de «Aura». Esta canción con influencias house y jazz cuenta con las vocales del británico J Warner y fue el único sencillo promocional del primer extended play de la trilogía: Dusk. Tras la publicación de «Aura», Lewis volvió a hablar sobre el concepto del tríptico durante una entrevista con Clash Magazine: «[Dusk, Dark y Dawn] se trata de tomar las intenciones de esa música, todos esos sentimientos, esas experiencias que tuve entre los diecisiete y los diecinueve años, y colocarlas fuera del contexto de un club. Esos recuerdos de ser una persona joven y tener mi mente completamente impresionada».

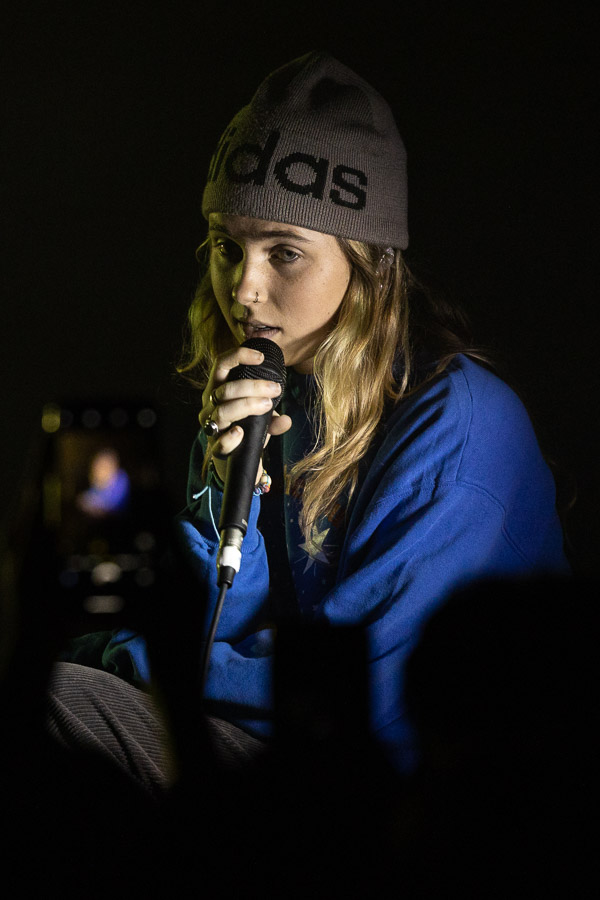
Clairo (fotografía) colaboró con SG Lewis en «Better» y «Throwaway».

El 6 de abril lanzó Dusk. Este extended play cuenta con seis canciones y con las colaboraciones de  J Warner —en la canción «Aura», anteriormente lanzada— y Kartell. La revista NME habló bien del proyecto, señalando sus «ritmos house vibrantes con un toque decididamente pop». Por otro lado, el medio Do You Like That Song? destacó su influencia por la música disco, el hip hop de la costa oeste y la electrónica de los años 80: «¡Nos da la banda sonora perfecta para calentar la noche y estamos ansiosos por escuchar las siguientes partes!». Dos meses más tarde, publicó una colaboración realizada con la cantante estadounidense Clairo: «Better». La cantante comentó lo siguiente sobre la canción en una entrevista para Highsnobiety: «[Este sencillo] es uno de los primeros pasos reales que he dado en la música pop, y esta colaboración se siente como una combinación hecha en el cielo». Este lanzamiento electro disco con influencias funk tuvo un buen paso por listas semanales de música: se posicionó en el 31.º lugar de la lista Hot Dance/Electronic Songs de Billboard. Además, recibió un videoclip realizado por la compañía Weird Life Films y publicado el 8 de agosto en YouTube. A principios de noviembre, publicó la segunda parte de su tríptico: Dark. Este extended play contó con cinco canciones y con las colaboraciones de Totally Enormous Extinct, Drew Love, Dot Major, AlunaGeorge y Bruno Major. El proyecto fue muy bien recibido por los medios anglosajones de música electrónica: la revista Euphoria destacó el uso de «sintetizadores amplios y emotivos» a la vez que sus «partes instrumentales animadas y mínima»: «Con los dos primeros segmentos de la trilogía entregando estilos contrastantes, y el tercero en camino, con SG Lewis puede estar seguro de esperar lo inesperado». Aunque el proyecto no tuvo un paso destacado por las listas de música electrónica, la canción perteneciente a este, «Hurting», logró un 9.º lugar en la lista Dance/Mix Show Airplay de Billboard, donde se mantuvo por 20 semanas. A finales del año, Lewis publicó una remezcla rhythm and blues-house para la canción «Breathin» de Ariana Grande. La revista EARMILK habló muy bien de este trabajo del británico: «Lewis toma las voces angelicales de Grande y las agrega con su sonido característico para hacer que esta canción esté lista para la pista de baile». En los primeros tres meses de 2019, Lewis publicó dos sencillos promocionales para Dawn, la última parte de su tríptico: «Blue» (14 de febrero) y «Throwaway» (20 de marzo). La primera de estas, «Blue», fue realizada en Lóndres, mientras estaba con Phairo y Frances, sus colaboradores a largo plazo: «[«Blue»] es la primera pista de Dawn y es algo de lo que estoy muy orgulloso. [...] La pista es un viaje que se transporta a una segunda dimensión en la segunda mitad. [...] Siento que es la introducción perfecta a la tercera y última parte del proyecto». La segunda, «Throwaway», es una canción trap melódica lo-fi hecha en colaboración con la cantante Clairo. Más tarde ese año, realizó algunas presentaciones en vivo: tocó en el primer día del festival Coachella (12 de abril) celebrado en el Empire Polo Club, y se presentó además en el festival de música Dreamland Margate (14 de junio) junto con el productor británico Pete Tong.
El 21 de junio lanzó Dawn, la última parte de su tríptico. Según Lewis, este extended play «captura la energía del final de la noche, la intimidad de los momentos más tranquilos y las emociones que se sienten después de las altas energías de Dark. [...] Es una fase más introspectiva y es la música más personal que creo haber lanzado». El proyecto contó con seis canciones y con las colaboraciones de Clairo, HONNE, Ruel y Kamille. Tras el lanzamiento del tríptico completo, Sophie Caraan de Hypebeast comentó lo siguiente: «El artista crea una banda sonora adecuada para los momentos eufóricos del amanecer y la sensación de unión al final de una noche bien pasada». Aunque no tuvo un paso destacable por las listas semanales de música, la canción «Throwaway» —junto a Clairo— consiguió un 45.° lugar en la lista Hot Dance/Electronic Songs de Billboard. Posterior al lanzamiento de Dawn, colaboró en la canción «Pressure» del músico James Vickery, cual recibió un videoclip realizado por Cameron Turnbull. A finales de año, se encargó de coescribir —junto con Lipa, Sophie Cooke y Stuart Price— y coproducir —junto a Price— la canción «Hallucinate» de la cantante Dua Lipa, hecha por esta última con la finalidad de incluirla en su segundo álbum de estudio Future Nostalgia. La canción fue excelentemente recibida por la crítica: fue elegido por la revista Glamour como la décima mejor canción de la artista británica, además de decir que «[«Hallucinate»] es pura adrenalina de principio a fin, con un coro que explota como una bala de cañón». En términos comerciales, «Hallucinate» tuvo un buen número de ventas, por lo que consiguió un disco de oro en Brasil, y un disco de plata en Reino Unido.

### Times(2020-presente)

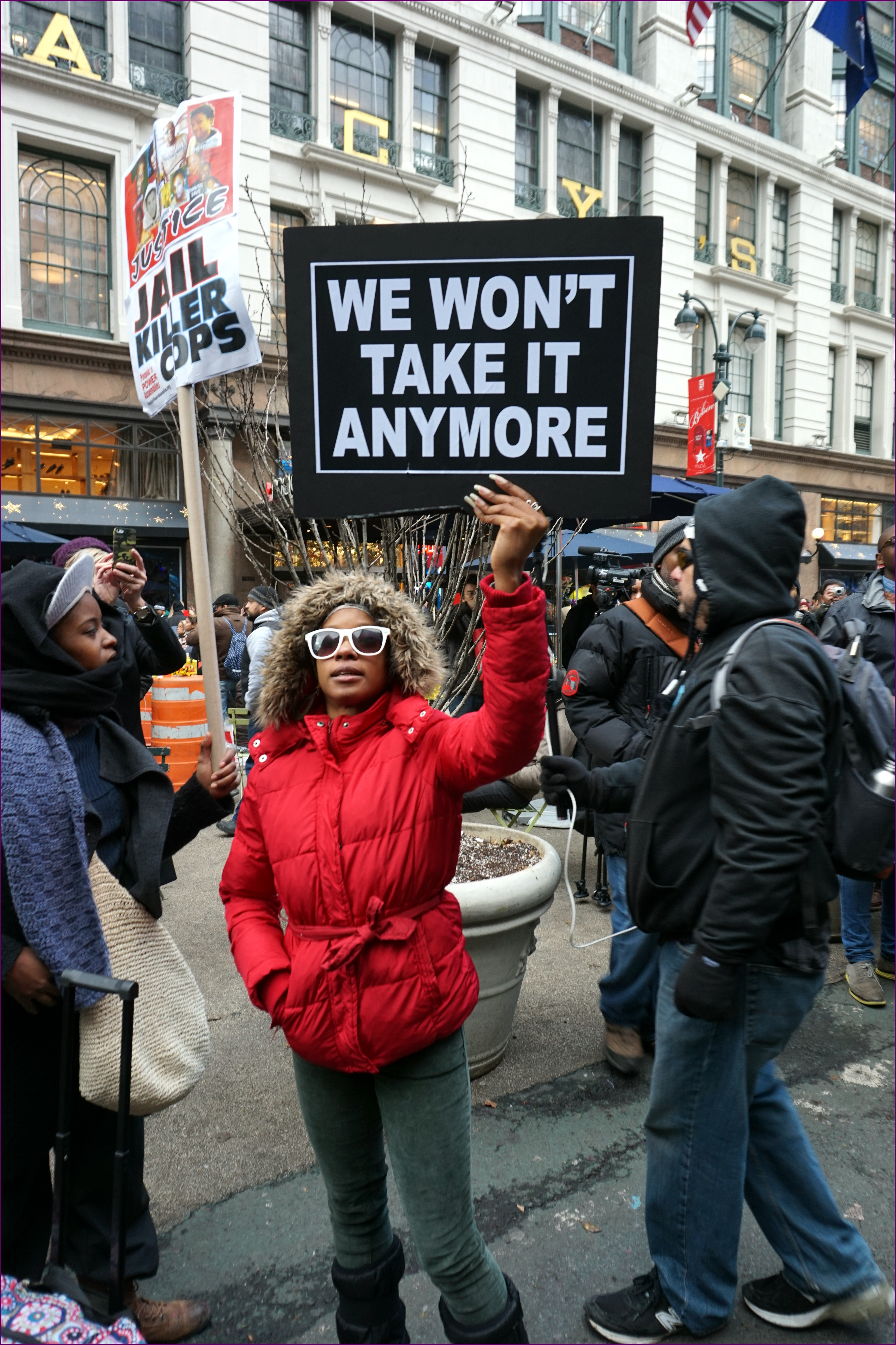
Las protestas del Black Lives Matter retrasaron los lanzamientos de «Warrior» y «Experience».

Lewis realizó su primer lanzamiento del año 2020 en abril, cuando publicó su sencillo «Chemicals». Esta canción influenciada por la música funk fue lanzada bajo los sellos discográficos Casablanca y Republic, y contó con la participación de Chad Hugo en los sintetizadores. En una entrevista para The Fader, SG reveló que la canción fue inspirada en una noche que vivió en Londres. En dicha entrevista comentó lo siguiente: «[«Chemicals»] se trata de estar convencido de probar algo nuevo por alguien de quien estás enamorado, y las emociones que siguen. Se trata de sentirse impotente sabiendo el control que esa persona tiene sobre ti, pero sabiendo que en el fondo amas ese hecho». Además, en dicha sesión de preguntas, habló sobre composición de la misma: «Comencé la canción una noche en Los Ángeles con Julian Bunetta. Al día siguiente, Steph Jones nos ayudó a escribir la letra de la canción. A la semana siguiente, Julian y yo estábamos trabajando con Chad [Hugo], y logramos que tocara la línea de sintetizador que escuchas». «Chemicals» tuvo un buen paso por las listas semanales de música: ingresó a la lista Hot Dance/Electronic Songs de Billboard, donde se mantuvo por 5 semanas y con una 27.º posición como mejor colocación. El 19 de mayo, fue lanzada una remezcla de «Chemicals» hecha por Master Peace, mientras que el 29 de mayo fue lanzada una remezcla hecha por Krystal Klear. Poco tiempo más tarde, el 10 de junio, SG Lewis colaboró con la cantante Aluna —integrante del dúo AlunaGeorge— para la canción «Warrior», segundo sencillo del álbum debut en solitario de la cantante lanzado bajo el sello discográfico Mad Decent. Según la intérprete principal, «es un retrato de una mujer en las sombras». El lanzamiento de la canción estaba programado para una semana antes, pero fue retrasado debido a las protestas en contra de la brutalidad policial tras el asesinato de George Floyd. Una semana más tarde, Lewis colaboró junto con Khalid en la canción «Experience» de Victoria Monét, hecha principalmente para el álbum de la cantante, Jaguar. La canción es una «celebración a la alegría negra», y estaba prevista para ser lanzada el viernes 12 de junio pero, de igual manera que con «Warrior», fue retrasada unos días debido a las protestas y marchas derivadas del movimiento Black Lives Matter. Monét y Robinson presentaron un publicado a través de sus redes sociales: «Esperamos que el mensaje de doble final en esta canción sea escuchado: Basado en la experiencia, ¡queremos un cambio! Importamos, siempre lo hemos hecho. Brindemos por hacer cambios». El 5 de agosto, publicó el sencillo «Impact» en colaboración con Robyn y Channel Tres. Tras su lanzamiento, Lewis comentó lo siguiente: «[«Impact»] es posiblemente mi canción favorita. La química entre Channel y Robyn es tan poderosa y crea algo tan único. Channel es un artista que creará un legado musical tan importante como el de Robyn, y tener a los dos juntos en este disco es una locura». A su vez, Channel Tres comentó sobre el significado de la canción: «[«Impact»] se trata de cómo alguien puede entrar en tu vida y cambiarte por completo, para bien o para mal». «Impact» fue incluida en la lista de las «mejores canciones dance de 2020» realizada por el medio estadounidense NPR —iniciales de National Public Radio—.
| «Times es una oda al momento presente. 2020 nos ha demostrado que las experiencias que dimos por sentadas en el pasado, nunca se prometen mañana y que la oportunidad de bailar juntos puede que no siempre vuelva a estar ahí. Después de leer sobre la Nueva York de los años 1970 y el nacimiento de la música disco, me enamoré de la euforia y el escapismo que creaba los sonidos de ese período, y los espacios seguros que los clubes en ese momento proporcionaban a la gente para expresarse. Mi objetivo era crear un mundo musical que capturara esos mismos sentimientos e imaginar la música que estaría sonando en esas habitaciones si existieran hoy».—SG Lewis. |

El 26 de octubre, lanzó la canción «Feed The Fire» con el cantante estadounidense Lucky Daye, siendo este el tercer sencillo de su álbum debut. Hannah Jaap de Mxdwn, comentó lo siguiente sobre este: «Con el típico sonido electro pop característico de Lewis, la pista es alegre e influenciada por la música disco, y con suerte traerá alegría a quienes la escuchen, especialmente en el clima actual. [...] Si bien es una colaboración sorprendente, para Lewis, definitivamente está encaminada, ya que disfruta traspasar los límites y crear nuevos sonidos». Tras el lanzamiento de «Feed The Fire», Lewis dio más detalles sobre su álbum durante una entrevista con Phil Taggart para el programa Hottest Record in the World de la BBC Radio 1: «Absolutamente amo este disco. [...] El álbum se convirtió más en un estudio de la euforia y el elemento de celebración que tenía toda esa música de los años 1970 y disco. Estaba explorando, ¿por qué esa música se siente tan emotiva y tan festiva cuando la escuchas en el contexto de pista de baile?». Un día más tarde, el 27 de octubre, SG Lewis reveló que su álbum debut saldría el 19 de febrero del año próximo, además del nombre de este: Times. Originalmente, el álbum recibiría el nombre Good Times (en español: Buenos tiempos), pero decidió nombrarlo simplemente Times porque, en palabras de Lewis, «el 2020 fue una verdadera mierda». La idea de este proyecto —incluyendo su sonido inspirado en los años 1970— nació cuando leyó el libro Love Saves the Day: A History of American Dance Music Culture, 1970-1979, escrito por Tim Lawrence en 2003. El 8 de diciembre, Lewis publicó el cuarto sencillo promocional de Times, «Time». Hecha en colaboración con Rhye —anteriormente una banda canadiense de rhythm and blues contemporáneo; actualmente, es un proyecto musical de Mike Milosh—, esta canción «es central en el álbum temática y sonoramente». La canción fue escrita durante una puesta de sol junto con Milosh en Topanga Canyon, ubicado en el condado de Los Ángeles. En un principio, «Time» era un ritmo en bucle que contaba únicamente con una muestra del músico estadounidense Dennis Edwards. Este bucle fue realizado junto con TEED —Totally Enormous Extinct Dinosaurs— y Julian Bunetta, y fue convertido a instrumental por Lewis durante una noche en Nashville. Además, en la presentación de la canción, Lewis comentó que «Rhye tiene una de las voces más únicas y distintivas que existen, y que ha sido un fan durante mucho tiempo». Más tarde reveló, a través de una publicación en Instagram, que la muestra utilizada en el principio en la canción era diferente en un principio, y utilizó un sample de una entrevista realizada a Alex Rosner que encontró en internet, no obstante y poco tiempo después, este le concedió una entrevista a Samuel, por lo que este último «recogió sus propias muestras».

## Obra

### Estilo musical

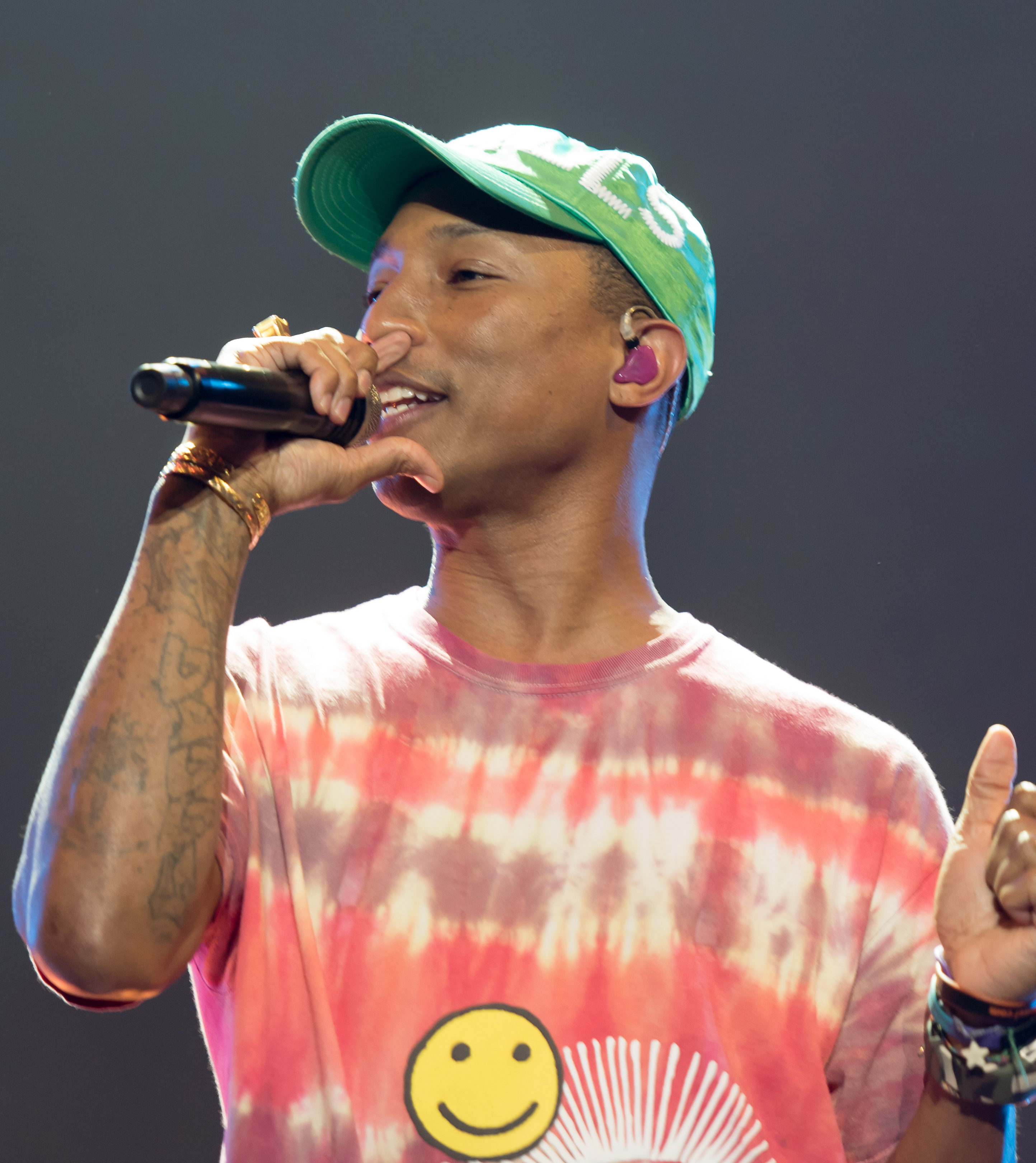
Pharrell Williams (fotografía) fue una de las principales influencias de Lewis.

El género musical de SG Lewis es difícil de clasificar, ya que su música contiene sonidos del soul, funk y R&B, a la vez que utiliza sonidos provenientes del electro dance y de la música pop, tanto de la década de los 2010, como de décadas pasadas. Una de las principales características en su sonido es la modificación en el tono de las vocales, haciendo que tales estén una o dos octavas por debajo del tono original. Esta técnica es utilizada en canciones como «Warm», «Easy Loving You» con Kamille y su remezcla a la canción «Magnets». En una entrevista realizada en diciembre de 2015 para Sodwee, comentó lo siguiente: «Cuando hice la canción [«Warm»], grabé las voces con una vocalista, pero ella había firmado un contrato discográfico y su sello dijo: "no puedes usar su voz", así que en realidad era yo siendo perezoso. No quise usar una voz diferente e intenté bajar el tono y me encantó cómo sonaba. Agregó profundidad a la pista».
Lewis, antes de dedicarse de lleno a la música, incursionó en la música dubstep. En Shivers (2015), Samuel realizó principalmente música house atmosférica mezclada con tempo no superior a 110 pulsaciones por minuto. En varias de las canciones de dicho extended play, recurrío al uso del piano y la guitarra, usualmente mezclado con la técnica sidechain. Sin embargo y a pesar de la identidad que Shivers poseía, comenzó a realizar música rhythm and blues a la vez que empezó a incursionar en la música pop setentera y el electro funk, lo que desembocó en la realización de Yours (2016). Para su tríptico Dask, Dark (2018) y Dawn (2019), Lewis decidió incursionar en diferentes géneros musicales: realizó canciones como «Hurting» y «Aura», que pueden ser correctamente clasificadas como música dance y house. En el mismo proyecto, realizó algunas canciones clasificables como música trap, entre ellas «A.A.T.» y «Throwaway». Más tarde e, inspirado por la estadounidense de los años 70, comenzó a realizar varias canciones disco, electro funk y deep house que desembocó en el álbum Times (2021).

### Influencias
El artista se vio influenciado por varios músicos y bandas a lo largo de su vida: De pequeño y en parte gracias a MTV, Samuel comenzó a sentir una gran fascinación por la música de The Neptunes, además de empezar a considerar al rapero Pharrell Williams como su más grande héroe. También, el grupo musical Bon Iver influyó fuertemente en su sonido, además de considerar a Justin Vernon como uno de sus ídolos: «Creo que él [Justin Vernon] tiene la voz más honesta y no se trata de que sea un firmante increíble; cuando canta, dices: “Mierda”, estás como, “¡¿Quién te ha hecho daño?!”». Por otro lado, también consideró a varios músicos británicos como influyentes en su sonido, entre ellos Elton John y James Blake.

## Discografía
| Álbumes de estudio - 2021: Times | EP - 2015: Shivers - 2016: Yours - 2018: Dusk - 2018: Dark - 2019: Dawn - 2021: 8pm - 2021: 2am - 2021: 6am |